# أناركية ما بعد اليسارية
تُعتبر اللاسلطوية ما بعد اليسارية (بالإنجليزية: Post-left anarchy)‏ تيارٌ حديثٌ في الفكر اللاسلطوي الذي يُروّج لنقد علاقة أنصار اللاسلطوية بتيار اليسارية التقليدية. إذ يسعى بعض اليساريين إلى التخلص من قيود الإيديولوجية بشكل عام في حين يعملون أيضًا على انتقاد المنظمات ومنظومة الأخلاق. متأثرةً بأفكارِ كلٍّ من الفيلسوف ماكس شتيرنر والحركة الأممية الموقفية، تتميز اللاسلطوية بتركيزها على التمرد الاجتماعي والتنقيص من التنظيم الاجتماعي اليساري.

يزعم أنصار ما بعد اليسارية بأنّ تيار اليسارية، وحتى اليسارية الثورية، ينطوي على مفارقةٍ تاريخية وبأنه غير قادر على صنع أي تغيير. فهُم يزعمون أيضًا بأن اللاسلطوية ما بعد اليسارية تضع انتقادات لاذعة حول الاستراتيجيات والتكتيكات الراديكالية باعتبارها عتيقة مثل: المظاهرات والصراعات الطبقية والتركيز على التقاليد والعجز عن التخلص من القيود التاريخية. على سبيل المثال، ينتقد كتاب «اللاسلطوية في عصر الديناصورات – بالإنجليزية: Anarchy in the Age of Dinosaurs» الأفكار اليسارية التقليدية واللاسلطوية الكلاسيكية في حين أنه يدعو إلى خلق حركة لاسلطوية جديدة. ومن المقالات الأخرى الناقدة لحركة اليسارية مقالة تحت عنوان «سياستكم مملة للغاية!» من جماعة الكريمثينك، والتي ورد فيها ما يلي:
لماذا لم ترجع البروليتاريا المضطهدة إلى رشدها لتنضمّ إليكم في معركتكم من أجل تحرير العالم؟  [...]وذلك بسبب أنهم يدركون أن أساليبكم العتيقة من الاحتجاج ـ ومسيراتكم ولافتاتكم وتجمعاتكم ـ قد أصبحت الآن عاجزة عن إحداث تغيير حقيقي لأنها أصبحت تشكل جزءًا يمكن التنبؤ به من الوضع الراهن. وهم يدركون أيضًا أن مصطلحات ما بعد الماركسية الخاصة بكم قد أصبحت غير صالحة لأنها في الحقيقة لغة تدعو إلى نزاع أكاديمي وليست سلاحًا قادرًا على تقويض أنظمة الحكم...

____ ناديا سي، «سياستكم مملة للغاية!» 

## الأفكار

### نقد الأيديولوجية
تتمسك اللاسلطوية ما بعد اليسارية بانتقادها للأيديولوجيّة التي «يعود تاريخها إلى أفكار ماكس شتيرنر». وبالنسبة لجيسون ماكوين فإن «كل الأيديولوجية في جوهرها تتضمن استبدال المفاهيم أو الصور الغريبة (أو غير المكتملة) بالذاتية الإنسانية. إذ تُعتبر الأيديولوجيات أنظمة الوعي الكاذب حيث لا ينظر الناس إلى أنفسهم بشكل مباشر على أنهم موضوعات مستقلة في علاقتهم مع العالم من حولهم. وبدلًا من ذلك، فهم يعتبرون أنفسهم، بطريقة ما، خاضعين لنوع أو آخر من الكيانات المجردة أو الكيانات التي لا تُعتبر أشخاص أو جهات فاعلة حقيقية في عالمهم» وأيضًا «سواء كانت هذه الكيانات المجردة تتمثل بالله أو الدولة أو نظام الحزب الواحد أو المنظمة أو التكنولوجيا أو الأسرة أو الإنسان أو السلام أو علم البيئة أو الطبيعة أو العمل أو الحب أو حتى الحرية؛ وفي حال صُوّرت أو قُدّمت كما لو كانت موضوعات فعالة لفردٍ ما بحدّ ذاته، فهو عندئذ يكون محور الأيديولوجية».

### رفض منظومة الأخلاق
تُعدّ منظومة الأخلاق هدف للاسلطوية ما بعد اليسارية، تمامًا كما ورد في أفكار شتيرنر وفريدريك نيتشه. بالنسبة لماكوين، «إن الأخلاق عبارة عن نظام من القيم المجسّدة — وقيم مجردة أُخذت من سياق ما ووُضعت داخل صخرة وتحولت إلى معتقدات غير مشكوك فيها ليتم تطبيقها بغض النظر عن الرغبات أو الأفكار أو الأهداف الحقيقية للفرد، وبغض النظر أيضًا عن الوضع الذي يكتشف فيه الفرد ذاته. إذ إن المذهب الأخلاقي يُعتبر ممارسة لا تقتصر على الحد من القيم الحية التي تتجسد في الأخلاق فحسب، بل إنها تتمثل في اعتبار المرء لنفسه أفضل من غيره لأن المرء قد أخضع نفسه للأخلاق (استقامة النفس)، وفي التبشير بالأخلاق من أجل اعتمادها كأداة للتغيير الاجتماعي». إن التعايش مع الأخلاق يعني التضحية ببعض الرغبات والإغراءات (بغض النظر عن الموقف الحقيقي الذي قد تكتشف فيه ذاتك) لصالح أخلاقيات الفضيلة.
لذلك، «ينطوي رفض الأخلاق على بناء نظرية نقدية لذات الفرد ومجتمعه (نظرية دائمًا ما تكون انتقادية للذات ومؤقتة وغير استبدادية أبدًا) حيث يوجد هدف واضح لإنهاء العزلة الاجتماعية لا يخلط أبدا بينه وبين الأهداف الجزئية المادية. وهو ينطوي على التأكيد على ما يتعين على الناس أن يكسبوه من نقد راديكالي بدلًا ممَّ يجب على الناس أن يضحّوا به أو يتغاضوا عنه لكي يعيشوا حياة حميدة ذات أخلاق سليمة سياسيًا».

### نقد سياسات الهوية
تميل اللاسلطوية ما بعد اليسارية إلى انتقاد ما تراه على أنه الضحية الجزئية لوجهات نظر سياسات الهوية. وهكذا كتب فيرال فاون في «أيديولوجية التضحية» أن هناك «نسخة نسوية من أيديولوجية التضحية - وهي أيديولوجية تحرّض الخوف والضعف الفردي (وبالتالي تعتمد على جماعات الدعم القائمة على الإيديولوجية والحماية الأبوية من السلطات)». ومع ذلك، في النهاية «مثل جميع الأيديولوجيات، فإن أنواع أيديولوجية التضحية تُعدّ أشكال من الوعي الوهمي. وأن قبول الدور الاجتماعي للضحية، في أي شكل من أشكاله المتعددة، يُعتبر اختيار رفض خلق حياة الفرد لنفسه أو استكشاف علاقاته الحقيقية مع الهياكل الاجتماعية حوله. إن كل حركات التحرير الجزئية ـ الحركة النسوية والمثلية الجنسية والمناهضة العنصرية والحركة العمالية وما إلى ذلك ـ تحدد الأفراد من حيث أدوارهم الاجتماعية. ولهذا السبب، فإن هذه الحركات لا تشمل فقط انعكاسًا في وجهات النظر قد يؤدي إلى تحلل الأدوار الاجتماعية ويسمح للأفراد بإنشاء تطبيق عملي قائم على أهوائهم ورغباتهم؛ بل إنها تعمل بشكل فعلي ضد هذا التحول في المنظور، وذلك عن طريق «تحرير» الدور الاجتماعي الذي يخضع له الفرد».

### نظرية الذات
يرفض أنصار اللاسلطوية ما بعد اليسارية كل الإيديولوجيات لصالح البناء الفردي والمجتمعي للنظرية الذاتية. إذ تُعتبر النظرية الذاتية الفردية هي النظرية التي يكون فيها الفرد المتكامل في السياق (في كل علاقاته وتاريخه ورغباته ومشاريعه) هو المركز الذاتي للفهم والعمل بشكل دائم. وتستند أيضًا النظرية الذاتية المجتمعية بشكل مماثل إلى المجموعة كموضوع واحد، مع وجود وعي أساسي حول كل فرد (ونظرياته الذاتية الخاصة) الذي يشكل المجموعة أو المنظمة. وبالنسبة لماكوين، فإن «المنظمات غير الأيديولوجية والمنظمات اللاسلطوية أو (الجماعات غير الرسمية) دائمًا ما تستند على مفهوم استقلال الأفراد الذين يبنونها، على عكس المنظمات اليسارية التي تتطلب تسليم الاستقلال الشخصي كشرط مسبق للعضوية».

### الحياة اليومية وصنع المواقف ومفهوم الحالية
بالنسبة لولفي لانستريكهر، «لا يمكن إعادة تخصيص الحياة على المستوى الاجتماعي، فضلًا عن عدم إمكانية إعادة التخصيص الكامل على المستوى الفردي، إلا عندما نتوقف عن تحديد هوياتنا بحسب هوياتنا الاجتماعية» وأيضًا «يجب الاعتراف بضرورة وضع حدّ لهذا المسار والعمل على تطوير طرق جديدة للعيش إذا كان لنا أن نحقق الاستقلال والحرية بشكل كامل». لم يعد هدف العلاقات مع الآخرين هو «البحث عن أتباع يقبلون موقف الفرد»، بل الهدف يكون في البحث عن «رفاق وشركاء يساعدون في عملية فهم الفرد لذاته».
يؤيّد حكيم باي فكرة عدم «انتظار الثورة» إذ يؤكد على ضرورة البدء الفوري في عملية «البحث عن (مساحات)» (مساحات جغرافية واجتماعية وثقافية وحتى في الخيال) مع إمكانية تطورها كمناطق مستقلة— فنحن نبحث عن أوقات تكون فيها هذه المساحات مفتوحة نسبيًا، إما بسبب إهمال من جانب الدولة أو لأنها أُفلِتَت بطريقة ما من قبل راسمي الخرائط، أو لأي سبب كان». وفي نهاية المطاف، «تقوم مجموعة من البشر، وجهًا لوجه، بتضافر جهودهم لتحقيق رغباتهم المتبادلة، سواء من أجل الطعام الجيد أو الهناء أو الرقص أو التواصل مع بعضهم أو فنون الحياة؛ ربما حتى من أجل المتعة الجنسية أو لخلق عمل فني مشترك أو للحصول على النعم والرزق – باختصار، إن «اتحاد الأنانية» (كما قال شتيرنر) في أبسط صوره -- وبحسب شروط كروبوتكين، يُعتبر حملة بيولوجية أساسية لمفهوم «التقايض».

### علاقة اللاسلطوية ما بعد اليسارية مع مدارس فكرية غير تابعة لللاسلطوية
قال مكوين: «إن الذين يسعون إلى تعزيز هذه التركيبة قد تأثروا في المقام الأول بحركة اللاسلطوية الكلاسيكية حتى فترة الثورة الإسبانية من ناحية، وبالعديد من أكثر الانتقادات وأساليب التدخل تبشيرًا منذ الستينيات من ناحية أخرى. ومن أهم الانتقادات تلك التي تنطوي عليها الحياة اليومية ومظاهر الأيديولوجية والأخلاق والتكنولوجيا الصناعية والعمل والحضارة. تركز أساليب التدخل على النشر المادي للعمل المباشر في جميع جوانب الحياة». وبالتالي فإن فكرة الأممية الموقفية هامة للغاية بالنسبة للفكر اللاسلطوي ما بعد اليساري. من بين المفكرين الآخرين من غير المناصرين للاسلطوية ما بعد اليسارية لكن لهم صلة وثيقة بها كان: شارل فورييه ومدرسة فرانكفورت وفريدريك نيتشه وميشال فوكو وأيضًا علماء أنثروبولوجيا مثل مارشال سالينز.